# Claudia Jones
Claudia Jones, nata Claudia Vera Cumberbatch (Belmont, 21 febbraio 1915 – Londra, 24 dicembre 1964), è stata una giornalista e attivista trinidadiana che da bambina emigrò con la sua famiglia negli Stati Uniti, dove divenne un'attivista politica comunista, femminista e nazionalista nera, adottando il nome Jones come "disinformazione autoprotettiva". A causa della persecuzione dei comunisti negli Stati Uniti, nel 1955 fu espulsa dal Paese e successivamente visse nel Regno Unito, dove si unì al Partito Comunista di Gran Bretagna e ne rimase membro per il resto della sua vita. Fondò poi il primo grande giornale dei neri della Gran Bretagna, la West Indian Gazette, nel 1958, e svolse un ruolo centrale nella fondazione del Carnevale di Notting Hill, il secondo carnevale annuale più grande del mondo.

## Biografia

### Infanzia e adolescenza
Claudia Vera Cumberbatch nacque a Belmont, sobborgo di Port of Spain a Trinidad, all'epoca una colonia dell'Impero britannico, il 21 febbraio 1915. Quando aveva otto anni, la sua famiglia emigrò a New York in seguito al crollo del prezzo del cacao a Trinidad nel dopoguerra. Sua madre morì cinque anni dopo e suo padre trovò lavoro per sostenere la famiglia. Jones vinse il Theodore Roosevelt Award for Good Citizenship nella sua scuola media. Nel 1932, a causa delle cattive condizioni di vita ad Harlem, fu colpita dalla tubercolosi all'età di 17 anni. La malattia causò danni irreparabili ai suoi polmoni, portando a lunghe degenze in ospedale per tutta la vita. Si diplomò al liceo, ma la sua famiglia non poté permettersi le spese per partecipare alla cerimonia. Jones si unì alla Lega della Gioventù Comunista (YCL) nel 1936 dopo aver ascoltato la difesa del Partito Comunista degli Scottsboro Boys. Continuò a lavorare al giornale della YCL, diventando in seguito direttrice dell'istruzione statale e presidente della YCL.

### Militanza negli Stati Uniti

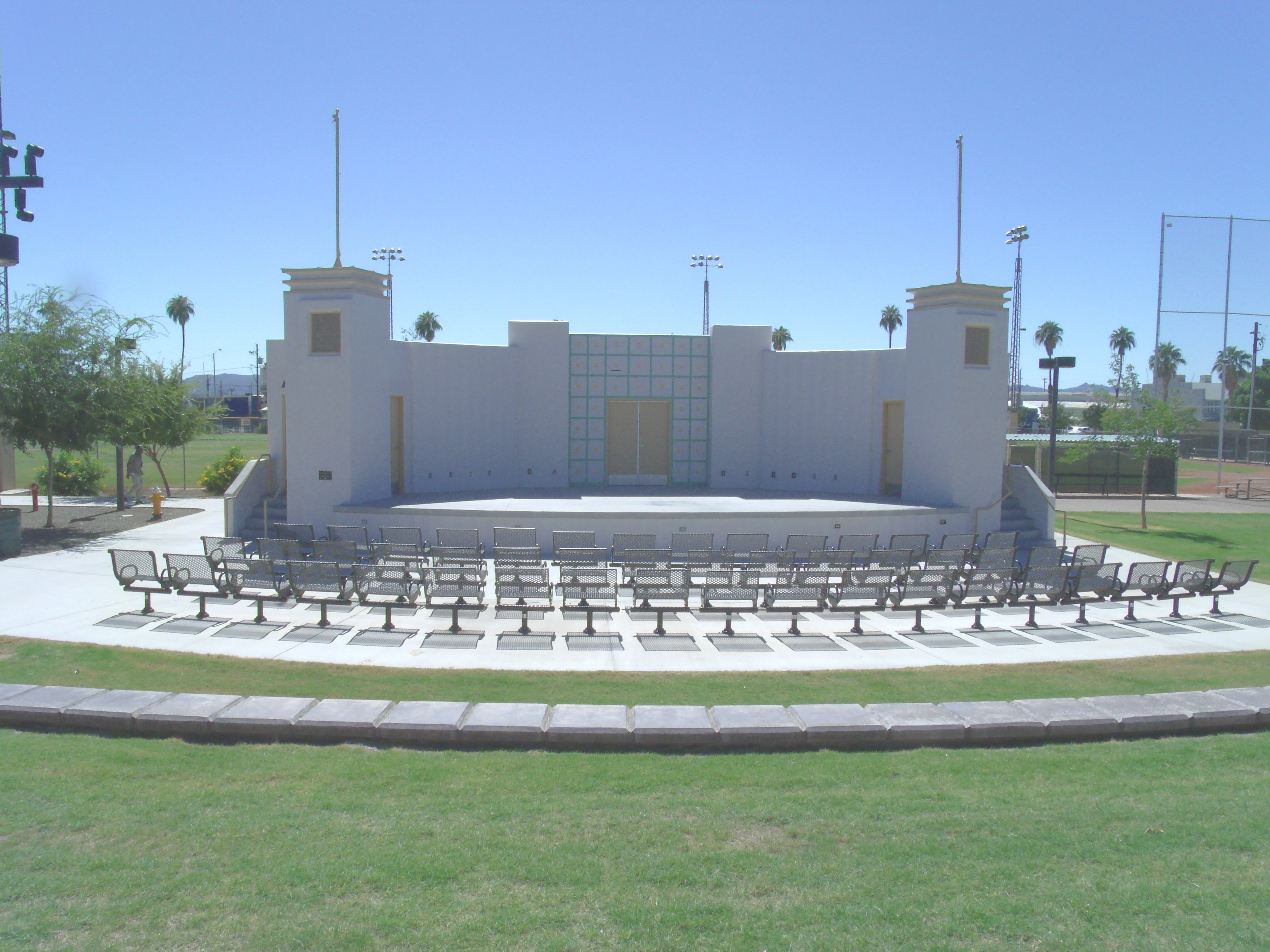
Bandshell a Eastlake Park a Phoenix, in Arizona, dove nel 1948 Jones parlò a una folla di 1.000 persone sulla parità di diritti per gli afroamericani.

Nonostante fosse accademicamente brillante, essere classificata come donna immigrata limitò fortemente le scelte di carriera di Jones. Invece di andare al college, iniziò a lavorare in una lavanderia e successivamente trovò altri lavori al dettaglio ad Harlem. Durante questo periodo si unì a un gruppo teatrale e iniziò a scrivere una rubrica chiamata "Claudia Comments" per un giornale di Harlem.
Nel 1936, cercando di trovare organizzazioni che sostenevano gli Scottsboro Boys, si unì alla Lega dei Giovani Comunisti degli Stati Uniti. L'opposizione del movimento comunista statunitense all'invasione italiana dell'Etiopia fu un altro fattore che spinse Jones ad unirsi ai comunisti. Nel 1937 entrò a far parte della redazione del Daily Worker, fino a diventare redattrice del Weekly Review. Dopo che la Lega dei Giovani Comunisti divenne l'American Youth for Democracy durante la seconda guerra mondiale, Jones divenne direttrice del giornale mensile dell'organizzazione, Spotlight. Dopo la guerra, Jones divenne segretaria esecutiva della Commissione Nazionale delle Donne, segretaria della Commissione delle Donne del Partito Comunista degli Stati Uniti (CPUSA), e nel 1952 ebbe lo stesso ruolo al Consiglio Nazionale per la Pace. Nel 1953 assunse la direzione di Negro Affairs.

### Leader femminista nera nel Partito Comunista
Come membro del Partito Comunista degli Stati Uniti e nazionalista e femminista nera, Jones si concentrò principalmente sulla creazione di "una coalizione antimperialista, gestita dalla leadership della classe operaia, alimentata dal coinvolgimento delle donne". Obiettivo: la crescita del sostegno del partito per le donne bianche e nere. 
Non solo lavorò per ottenere il rispetto delle donne nere all'interno del partito, Jones si batté anche perché le donne nere, in particolare, ricevessero rispetto nell'essere madri, lavoratrici e donne. Fece una campagna per programmi di formazione professionale, parità di retribuzione per lo stesso lavoro, controlli governativi sui prezzi dei prodotti alimentari e finanziamenti per programmi di assistenza all'infanzia in tempo di guerra. Jones sostenne una sottocommissione per affrontare la "questione delle donne". Insistette sullo sviluppo nel partito della formazione teorica delle compagne, sull'organizzazione delle donne in organizzazioni di massa, su corsi diurni per le donne e su fondi per le "babysitter" per consentire l'attivismo delle donne.
Il più noto scritto di Jones, "An End to the Neglect of the Problems of the Negro Woman!", apparve nel 1949 sulla rivista Political Affairs. Espone lo sviluppo di quella che in seguito venne definita analisi "intersezionale" all'interno di un quadro marxista. Scrisse:
Storicamente, la donna nera è stata la guardiana, la protettrice della famiglia nera... Come madre, come nera e come lavoratrice, la donna nera combatte contro la cancellazione della famiglia nera, contro l'esistenza del ghetto di Jim Crow che distrugge la salute, il morale e la vita stessa di milioni di sue sorelle, fratelli e figli.
Visto in questa luce, non è un caso che la borghesia americana abbia intensificato la sua oppressione, non solo del popolo nero in generale, ma delle donne nere in particolare. Nulla espone la spinta alla fascinazione come l'atteggiamento insensibile che la borghesia mostra e coltiva nei confronti delle donne nere.»

### Deportazione dagli Stati Uniti
Come risultato della sua appartenenza al Partito Comunista degli Stati Uniti e di varie attività associate, nel 1948 fu arrestata e condannata al primo di quattro periodi di carcere. Incarcerata a Ellis Island, fu minacciata di deportazione a Trinidad.
A seguito di un'udienza da parte del Servizio Immigrazione e Naturalizzazione, venne trovata in violazione del McCarran Act per essere uno straniero (non cittadino statunitense) che si era iscritto al Partito Comunista. Diverse persone testimoniarono il suo ruolo nelle attività del partito, e lei si identificò come membro del partito dal 1936 quando completò la sua registrazione degli stranieri il 24 dicembre 1940, in conformità con l'Alien Registration Act. Il 21 dicembre 1950 ne fu ordinata l'espulsione.
Nel 1951, all'età di 36 anni e in prigione, subì il suo primo infarto. Nello stesso anno, fu processata e condannata con altre 11 persone, tra cui la sua amica Elizabeth Gurley Flynn, per "attività antiamericane" ai sensi dello Smith Act, in particolare attività contro il governo degli Stati Uniti. Le accuse contro Jones si riferivano a un articolo che aveva scritto per la rivista Political Affairs con il titolo "Donne nella lotta per la pace e la sicurezza". La Corte suprema rifiutò di ascoltare il loro appello. Nel 1955, Jones iniziò la sua condanna a un anno e un giorno al Federal Reformatory for Women ad Alderson, in Virginia Occidentale. Fu rilasciata il 23 ottobre 1955.
Le venne rifiutato l'ingresso a Trinidad e Tobago, in parte perché il governatore coloniale, il maggiore generale Sir Hubert Elvin Rance, era dell'opinione che "potrebbe rivelarsi problematica". Alla fine le fu offerta la residenza nel Regno Unito per motivi umanitari. Il 7 dicembre 1955, all'Hotel Theresa di Harlem, 350 persone si riunirono per salutarla.

### Nel Regno Unito
Jones arrivò a Londra due settimane dopo, in un momento in cui la comunità afro-caraibica britannica si stava espandendo. Al suo arrivo, il Partito Comunista di Gran Bretagna (CPGB) inviò diversi comunisti caraibici ad accoglierla. Questi attivisti includevano Billy Strachan, Winston Pinder e il cugino di Jones, Trevor Carter. Tuttavia, coinvolgendo la comunità politica nel Regno Unito, fu delusa nello scoprire che molti comunisti britannici erano ostili a una donna nera. Si unì comunque al CPGB al suo arrivo in Gran Bretagna e ne rimase membro fino alla sua morte.
Jones trovò una comunità che aveva bisogno di un'organizzazione attiva. Entrò a far parte della comunità afro-caraibica britannica per organizzare sia l'accesso alle strutture di base, sia il primo movimento per la parità dei diritti. Sostenuta da suo cugino Trevor Carter e dai suoi amici Nadia Cattouse, Amy Ashwood Garvey, Beryl McBurnie, Pearl Prescod e il suo mentore Paul Robeson, Jones condusse una campagna contro il razzismo negli alloggi, nell'istruzione e nel lavoro. Partecipò a raduni per la pace e al Trades Union Congress, visitò Giappone, Russia e Cina, dove incontrò Mao Zedong.
All'inizio degli anni '60, con la sua salute cagionevole, Jones contribuì a organizzare campagne contro il Commonwealth Immigrants Bill (approvato nell'aprile 1962), che avrebbe reso più difficile per i non bianchi emigrare in Regno Unito. Fece anche una campagna per il rilascio di Nelson Mandela e parlò contro il razzismo sul posto di lavoro.

### Morte

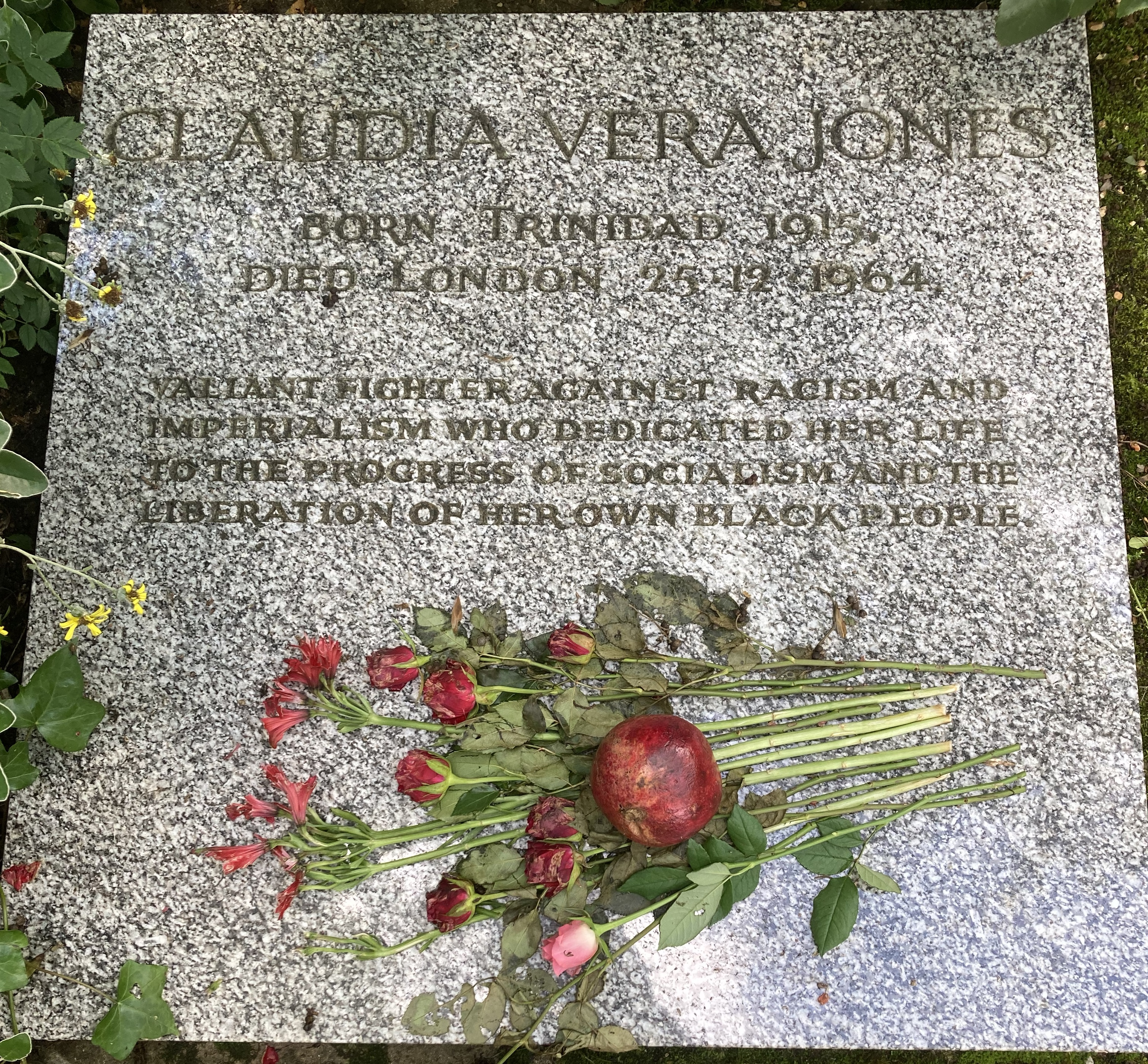
Tomba di Jones nel cimitero di Highgate

Jones morì a Londra la vigilia di Natale del 1964, all'età di 49 anni, e fu trovata il giorno di Natale nel suo appartamento. L'autopsia dichiarò che aveva subito un grave attacco di cuore.
Il suo funerale, il 9 gennaio 1965, fu una grande cerimonia politica, con il luogo di sepoltura scelto per essere quello situato a sinistra della tomba di Karl Marx, nel cimitero di Highgate, a nord di Londra. Fu letto un messaggio di Paul Robeson: